# Lycosa teranganicola
Lycosa teranganicola este o specie de păianjeni din genul Lycosa, familia Lycosidae. A fost descrisă pentru prima dată de Strand, 1911. Conform Catalogue of Life specia Lycosa teranganicola nu are subspecii cunoscute.